# Cátulo Castillo

Junto a Perón en 1953.

Catulo Castillo (Buenos Aires, 6 de agosto de 1906 - ídem, 19 de octubre de 1975), cuyo nombre completo era Ovidio Catulo González Castillo, fue un conocido poeta y compositor argentino de tango. Fue autor, entre otros, de los famosos tangos Organito de la tarde, El aguacero (con letra de José González Castillo), Tinta roja; Silbando, en colaboración con Piana con letra de González Castillo  y del vals Caserón de tejas (ambos con música de Sebastián Piana), María y La última curda (música de Aníbal Troilo, a la izquierda en la fotografía) y El último café (del año 1963, con música de Héctor Stamponi). El tango La calesita que compusiera con Mariano Mores inspiró el filme del mismo nombre dirigido en 1962 por Hugo del Carril.
Su padre, José González Castillo, de ideología anarquista, pretendió inscribirlo en el Registro Civil como Descanso Dominical González Castillo, pero como se lo negaron sus amigos le convencieron para que cediera y entonces lo anotó con el nombre con el que finalmente pasó a la historia. Pasó parte de su infancia en Chile, donde su padre debió exiliarse a causa de sus ideas anarquistas, y regresó a la Argentina en 1913. Por su parte, Catulo estuvo afiliado al Partido Comunista.

## Carrera profesional
A sus 17 años compuso Organito de la tarde, su primer tango, al tiempo que practicaba boxeo, deporte en el que llegó a ser campeón argentino de peso pluma y preseleccionado para las olimpíadas de Amsterdam.
En 1926 viajó por primera vez a Europa, donde luego va a dirigir su propia orquesta.
Durante la década del `30, obtuvo una de las cátedras del Conservatorio Municipal Manuel de Falla. Hacia 1950 llegará a ser director de dicho conservatorio, cargo con el que se jubiló.
Durante los ´40 y 50´, cuando el tango llegó a su apogeo, se consagró a la poesía y escribió con los compositores destacados como Mores (Patio de la Morocha), Pontier (Anoche), Pugliese (Una vez), Piana (Tinta roja y Caserón de tejas), y su gran colaborador desde 1945, Aníbal Troilo (María, La última curda, Una canción).
Se dedicó al periodismo en diversas revistas, publicó el libro Danzas Argentinas (1953), hizo canciones para distintas películas, escribió el sainete lírico El Patio de la Morocha (con música de Troilo), y fue secretario y presidente de SADAIC en distintos ciclos.
En 1953 fue designado presidente de la Comisión Nacional de Cultura de la Nación.
En 1955, la dictadura autodenominada Revolución Libertadora lo despoja de todo lo que había conseguido. Su esposa, Amanda Pelufo, se refiere en estos términos a aquella época:

“Lo teníamos todo y de pronto, en 1955, nos quedamos sin nada. Cayó Perón, llegó la Libertadora y a Catulo lo echaron de todas partes. Ya no pudo tener cátedras, ni dirigir SADAIC, ni estar en Cultura. Ni siquiera pudo cobrar sus derechos de autor porque SADAIC, precisamente, fue intervenida. En el peor momento hasta llegaron a prohibir que se pasaran sus temas por radio. No le perdonaron nada. Para empezar que un tanguero estuviera en Cultura. Después que haya sido el primero en llevar el tango al Colón… Vendimos todo y nos recluimos. Catulo escribía tangos, pintaba al estilo de Quinquela y sobre todo descubrió su amor por los animales. Llegamos a tener 95 perros, 19 gatos y dos corderitos: Juan y Domingo.”

A raíz de la persecución de la dictadura de Pedro Eugenio Aramburu debió abandonar su profesión, siendo incluido en las listas negras junto a decenas de tangueros, como Hugo del Carril, Nelly Omar, Héctor Mauré, Anita Palmero, Chola Luna, entre otros, que fueron perseguidos por sus ideas políticas y prácticamente nunca más volvieron a trabajar hasta la caída del régimen.
Con el deshielo de los 60, vuelve a plena actividad. Sigue componiendo, escribiendo guiones radiales y trabajando en SADAIC. Publicó la novela Amalio Reyes un hombre, que llevó al cine Hugo del Carril. También publicó Prostibulario, acerca del cual se cartea con Perón, en 1971. Su obra resulta indiscutible por el éxito alcanzado: “María”, “El último café”, “La última curda”, “La Calesita”, “Café de los Angelitos”, “Desencuentro”, “Y a mi qué”, “A Homero”, “Arrabalera”, “Mensaje”, “Tinta roja”, “Patio mío”, “Caserón de tejas” y tantos otros.
En 1974, lo designan Ciudadano Ilustre de la Ciudad Autónoma de Buenos Aires. Al recibir el galardón, Catulo relató esta breve fábula: “El águila y el gusano llegaron a la cima de una montaña. El gusano se ufanaba de ello. El águila aclaró: `Vos llegaste trepando, yo volando´. ¿Pájaros o gusanos? – inquiría Cátulo – he aquí una pregunta clave”.
Falleció el 19 de octubre de 1975.

## Filmografía
Autor
- El patio de la morocha  (1951)
- La calesita  (1963)
- Amalio Reyes, un hombre  (1970)
- Perón, sinfonía del sentimiento  (1999)

Música
- Internado  (1935)
- Juan Moreira  (1936)
- Los muchachos se divierten  (1940)
- Arrabalera  (1950)

Temas musicales
- Ayúdame a vivir  (1936)
- Eclipse de sol  (1942)
- Buenos Aires a la vista  (1950)
- Vivir un instante  (1951)
- La muerte flota en el río  (1956)
- Últimas imágenes del naufragio  (1989)

Textos
- Ésta es mi Argentina  (1974)